# Wirakocza
Wirakocza, Viracocha, Apu Qun Tiqsi Wiraqutra (ajm., kecz. Człowiek z Morskiej Piany) – ajmarski bóg stwórca świata, nauczyciel, prawodawca, ojciec Słońca i Księżyca, nazywany Wielkim, Wszechwiedzącym, Potężnym, Starcem Niebios, wyobrażany pod postacią brodatego, białego człowieka, utożsamiany z bogiem Pacha Kamaqiem oraz Kon-Tiki. Jego małżonką była bogini morza Mama Cocha. Po podboju Ajmarów przez Inków przyjęty również do panteonu inkaskiego i z nim powszechnie kojarzony.

## Mit Wirakoczy
W mitologii Ajmarów i Inków Wirakocza uznawany jest za stwórcę świata i ludzkości, ojca boga słońca Inti i bogini księżyca, Mamy Qulli, oraz twórcę cywilizacji – tego, który wyzwolił człowieka ze stanu pierwotnej dzikości, nadał mu prawa, ustanowił hierarchię, nauczył kultu bogów i uprawy roli. Wkrótce jednak, zrażony złem i występkiem, jakiego dopuszczała się ludzkość, sprowadził na świat wielką powódź (Unu Pachacuti) i ponownie stworzył człowieka z kamieni. Kiedy jednak ludzie ponownie okazali mu swą niewdzięczność, pełen smutku opuścił ziemię, odpływając na swym płaszczu w kierunku zachodnim, do krainy zmarłych (według innej wersji mitu odszedł krocząc po wodzie).

## Kult

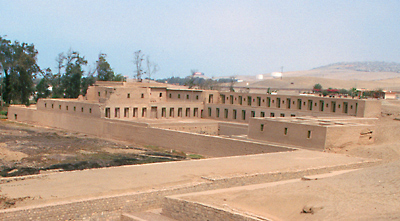
Ruiny miasta Pachacámac, wyroczni i sanktuarium boga Pacha Kamaqa – Wirakoczy.

Rola Wirakoczy w wierzeniach Inków systematycznie wzrastała, aż osiągnął on status porównywalny z najwyższym bogiem Inti (pojawiały się nawet tendencje do uznania go za byt wyższy niż Słońce i Księżyc, tajemną siłę, która wyzwoliła prawa rządzące całym wszechświatem), nigdy jednak kult ten nie zdobył tak dużego poparcia wśród inkaskich elit jak kult Inti (wyjątkiem jest tu może okres panowania na wpół legendarnego króla Viracochy). Indianie peruwiańscy w osobie Wirakoczy odnajdywali filozoficzną i metafizyczną głębię, której brakowało solarnemu bogu Inti. Uznawali go za ojca i dobroczyńcę, stwórcę tajemniczych praw rządzących kosmosem, przenikającego swą mądrością głębie czasu i przestrzeni, demiurga objawiającego sens ludzkiej egzystencji.
Zgodnie ze swoją polityką religijną wobec podbitych ludów, Inkowie włączywszy Wirakoczę do swojego panteonu, utożsamili go z czczonym przez zamieszkujący w sąsiedztwie dzisiejszej Limy lud Huari, prastarym bogiem Pacha Kamaqiem, którego imię tłumaczy się jako Stwórca Świata. Znajdująca się w stolicy Huari, mieście Pachacámac, wyrocznia tego boga, wielowiekowa już w czasach Inków, będąca wielką piramidą-świątynią, gdzie od niepamiętnych czasów czczono prosty, drewniany posąg Pacha Kamaqa, cel licznych pielgrzymek i jedno z najświętszych miejsc inkaskiego królestwa, stała się tym samym najważniejszym miejscem synkretycznego kultu Pacha Kamaqa – Wirakoczy. Drugim wielkim sanktuarium Wirakoczy był chram znajdujący się w kompleksie świątyni Coricancha w Cuzco. Czczony był tu wykonany z litego złota wizerunek boga, zgodnie z przekazami mający wysokość dziesięcioletniego dziecka.

## Wirakocza aQuetzalcoatl
Mimo że Indianie peruwiańscy najprawdopodobniej nigdy nie zetknęli się z ludami meksykańskimi, mit Wirakoczy, w tym przekazy o jego wyglądzie oraz opowieść o odejściu i zapowiedzianym powrocie, wykazuje uderzające podobieństwo do azteckiego mitu o bogu Quetzalcoatlu. Zbieżności te stały się podstawą do rozmaitych spekulacji na temat genezy kultu Wirakoczy i Quetzalcoatla. Zdaniem niektórych naukowców opowieści te opisują autentyczne postaci historyczne, choć w formie zmitologizowanej, a więc dalece przekształconej. Jednym z najbardziej znanych zwolenników teorii o możliwych w zamierzchłych czasach podróżach oceanicznych był norweski etnograf i podróżnik, Thor Heyerdahl.
Podczas podboju Imperium Inków przez hiszpańskich konkwistadorów pod wodzą Francisca Pizarra mit o powrocie zza oceanu białego, brodatego boga, oraz szerzący się wśród Inków pogląd, iż to właśnie Hiszpanie są zapowiedzianymi posłańcami Wirakoczy, stał się główną przyczyną paraliżu decyzyjnego, jaki ogarnął elity inkaskiego państwa, co w znaczący sposób wpłynęło na klęskę Inków. Zaszła tu analogiczna sytuacja, jak podczas podboju Azteków, kiedy to podobną rolę odegrał mit Quetzalcoatla.
Inna teoria dotycząca spotkania Indian z Hiszpanami podkreśla fakt, że Inkowie nie uważali białych przybyszów za istoty wyższe, odnosili się do nich jak do ludzi równych sobie (według niektórych naukowców Inkowie traktowali białych z wyższością). To dzięki temu Pizarro odniósł druzgocące zwycięstwo nad Atahualpą – Ince przez myśl nie przeszło, że zwykły śmiertelnik może podnieść na niego rękę. Wziąwszy do niewoli Atahualpę – króla i półboga, od którego słowa zależały losy imperium, Pizarro zapewnił sobie bardzo szybkie zwycięstwo i kontrolę nad państwem Inków – Tawantinsuyu.
Istotnym zdaje się też fakt, iż kronikarze, a także sami konkwistadorzy biorący udział w podboju imperium Inków, zwracali uwagę na to, że członkowie elity inkaskiej byli ludźmi o jasnej skórze i ciemnoblond włosach, według samych Inków byli dziećmi bogów.
W czasie chrystianizacji Wirakocza często utożsamiany był z Bogiem Ojcem, św. Bartłomiejem lub św. Tomaszem. Wirakocza jest również utożsamiany z bogami tolteckimi i olmeckimi. Znalazł również swoje miejsce w kulturze Totonaków, w której występował jako Quetzalcoatl.